# Symarip
(Introduzione del brano Skinhead Moonstomp, 1969)
I Symarip sono uno storico gruppo reggae formato nel Regno Unito nei tardi anni sessanta, e tra i più rappresentativi del cosiddetto skinhead reggae.
I due principali nomi con cui la band è conosciuta sono appunto Symarip e Pyramids, curiosamente il primo anagramma del secondo. Tuttavia vennero conosciuti anche sotto altri nomi, come Seven Letters e Zubaba, in diversi periodi della loro carriera. Composta da membri originari delle Indie Occidentali i Symarip sono largamente accreditati come una delle band caratteristiche del primo movimento skinhead, essendo uno dei primi gruppi a rivolgersi a tale pubblico. Il loro stile di musica venne infatti conosciuto come skinhead reggae, e tra le loro maggiori hit figurano brani come "Skinhead Girl", "Skinhead Jamboree" e "Skinhead Moonstomp". I Symarip/Pyramids vennero definiti col titolo di leggenda per il loro determinante contributo allo sviluppo della scena ska/rocksteady/reggae britannica. 

## Storia
I Symarip si formarono nei tardi anni sessanta nel Regno Unito come band ska/reggae quando Frank Pitter e Michael Thomas fondarono il gruppo sotto il nome di The Bees. Tutto ebbe inizio quando Montgomery Neysmith migrò dalla Giamaica al Regno Unito per studiare legge andando ad abitare con suo cugino a Tooting, South London; suo cugino era un certo Barry Biggs. L'amico di Berry, Roy Ellis, assieme ad altri amici formarono i The Bees, fronteggiati dal cantante Johnny Orlando e lo stesso Monty, che aveva imparato a suonare il piano in Jamaica. Presto il gruppo iniziò a provare e suonare i weekend. Dal 1967, la formazione dei The Bees subì un allargamento, con l'aggiunta di una sezione di ottoni ad arricchire la loro solida sezione ritmica. Il loro repertorio includeva pop, soul, ska ed i nuovi ritmi del rocksteady, genere che giunse in Gran Bretagna circa un anno dopo la sua nascita in Giamaica. In seguito il loro manager Siggy Jackson, anche collaboratore dell'etichetta Blue Beat Records di Prince Buster, riuscì a trovare al gruppo una grande opportunità, ovvero quella di intraprendere un tour con il Re dello ska Prince Buster. Il gruppo partecipò a questo tour di sei settimane con l'artista, ottenendo un successo tale che le date vennero allungate. Durante questo periodo, venne pubblicato il loro primo singolo "Jesse James Rides Again". Un'accattivante miscela di pesanti ritmiche rocksteady ed una voce originale, con dei riff di chitarra proposti due anni in anticipo rispetto agli altri artisti della scena. Questo primo lavoro venne prodotto niente meno che dal padrino dello ska Laurel Aitken, ed ottenne vendite talmente alte che venne ripubblicato due volte nel giro di pochi mesi. A questo punto l'intraprendente Ed Kassner, boss della piccola etichetta President Records, li contattò su raccomandazione di Eddie Grant. Nel tardo 1967, Grant era un artista sulla cresta dell'onda. Come compositore, produttore, e artista, era uno degli uomini del momento, benché dovrà aspettare l'anno seguente per il successo internazionale con il suo gruppo pop soul, i The Equals. A Grant piaceva il sound dei The Bees, e scrisse e produsse per loro "Train Tour To Rainbow City". Ma sotto il nome di The Bees il gruppo era ancora sotto contratto con Siggy Jackson, così decisero di cambiare titolo in "The Pyramids". Benché fosse stato originariamente pensato come b-side, il brano si rivelò un successo, entrando nella Top 40 pop hit alla fine dell'anno. La successiva hit "All Change For The Bakerloo Line" non otterrà successo nelle classifiche, ma li porterà al successo l'anno successivo. Da questo periodo, Monty e Roy Ellis formarono un'efficace collaborazione nelle composizioni. Le relazioni con il presidente si deteriorarono quando il brano "Mexican Moonlight" fu un successo in Germania, ma l'etichetta si dimenticò di riportarglielo. Quindi, proprio come avevano fatto in precedenza, decisero di cambiare nuovamente il nome alla band, così avrebbero potuto registrare altrove all'insaputa di Ed Kassner. Il nuovo nome fu "Symarip", che risultava come un anagramma del nome Pyramids senza una "d". Così nel 1969, sicuri del fatto che Ed Kassner non avesse rivelato la loro identità, i Simaryp/Symarip si prepararono a dare inizio a nuove sessioni con la loro nuova etichetta, la Treasure Isle di Graeme Goodall. Prima di dare inizio alle sessioni, la band notò un nuovo elemento tra il pubblico dei loro concerti. Alcuni skinhead cominciarono a presentarsi regolarmente ai loro show, così i Symarip pensarono di dedicare qualche brano a questi personaggi.
Il manager della band canticchiò un motivo che sembrava adattarsi al testo, così Monty e Roy unirono il loro testo con quella musica senza rendersi conto che quel brano era "Moon Hop" di Derrick Morgan, che evidentemente non avevano mai sentito all'epoca. Fu così che nacque uno dei più importanti inni dello skinhead reggae, "Skinhead Moonstomp", risultando un disco dedicato interamente agli skin che non inneggiasse alla violenza. Questo brano finì per essere diffuso ovunque nel tardo '69 e nel primo 1970, grazie al suo ritmo accattivamente e l'effetto degli anfibi riuscì ad entrare nelle pop classifiche. Pare che la Trojan Records realizzò "Skinhead Moonstomp" dei Symarip per contrastare il brano "Moonhop" di Derrick Morgan, che in quel periodo stava iniziando a scalare le classifiche. Questo perché spesso nascevano dei contrasti tra le etichette dedicate alla musica giamaicana come la Trojan o la Pama, che tentavano di rubarsi le vendite. Ironicamente "Skinhead Moonstomp" è considerata oggi un classico del reggae, mentre l'originale "Moonhop" di Derrick Morgan è quasi dimenticata.
Nel frattempo, il gruppo iniziò a registrare nuovo materiale, prima sotto il nome di "Seven Letters" e poi come "The Pyramids", come band di supporto per la ex star dello ska, Millie Small, su un discreto LP che però non riuscì a riportare la cantante al successo. In qualsiasi modo si chiamassero all'epoca, il gruppo finì per cessare l'attività nel 1969 e 1970.
Dopo alcune registrazioni nel 1971, il gruppo sparì dalle scene e molti fan britannici pensarono allo scioglimento.
(Monty Neysmith)
I The Pyramids divennero particolarmente popolari tra il pubblico degli studenti, e vissero in un alloggio per studenti durante la loro permanenza in Germania. Si costruirono una solida reputazione tramite i concerti in giro per la Germania, suonando afro-rock e reggae, assicurandosi un contratto discografico. Il successo durò fino a quando le autorità non li obbligarono a tornare nel loro paese a causa del mancato permesso di soggiorno. Cambiando nome in Zubaba, il gruppo continuò l'attività durante gli anni settanta suonando principalmente afro-rock, e partecipando a tour in Gran Bretagna ed Europa. Apparirono anche nel film di Sidney Poitier Warm December nel 1973. Nel 1980, il classico album Skinhead Moonstomp venne ristampato sull'onda del nuovo dilagante movimento 2 Tone Ska. Nel 1981, Monty abbandonò la band per raggiungere la sua famiglia in Georgia; così il gruppo continuò con un nuovo tastierista fino al 1983, quando anche Roy Ellis annunciò la sua dipartita per intraprendere un'altra carriera in Svizzera. Il gruppo si sciolse ufficialmente nel 1985 dopo aver realizzato il disco Drunk & Disorderly sotto il nome di The Pyramids, pubblicato per la Ariola Records e prodotto da Stevie B, artista di successo. La Trojan Records realizzò un best of nel 2004 con l'aggiunta di un nuovo singolo, "Back From the Moon".
I Symarip/Pyramids si riformarono nella primavera 2008, con i membri fondatori Frank Pitter e Michael Thomas. In autunno diedero inizio al "The Skinhead Moonstomp Tour 2008-2009" ed annunciando la pubblicazione di un nuovo album.

## Formazione
- Marta Giné - voce
- Josh Roberts - chitarra
- Michael Thomas - basso
- Frank Pitter - batteria
- Monty Neysmith - tastiere, organo
- Roy Bug Knight - sassofono
- Johney Johnson - tromba
- Carl Grifith - sassofono tenore

## Discografia

### Album in studio
- 1969 The Pyramids (come The Pyramids)
- 1969 Skinhead Moonstomp
- 1985 Drunk and Disorderly (come The Pyramids)

### Raccolte
- 2004 Symarip/The Pyramids/Seven Letters - The Best Of